# ميكارلا دي سوزا
ميكارلا دي سوزا هي صحفية برازيلية وسياسية وعمدة سابقة لبلدية ناتال. وهي ثاني امرأة تشغل منصب عمدة ناتال.
هي تنتمي إلى حزب الخضر. تخرجت بدرجة علمية في الصحافة من الجامعة الفيدرالية في ريو غراندي دو نورتي.
في عام 2004 تم انتخابها نائبة لرئيس بلدية ناتال في منصب رئيس البلدية آنذاك كارلوس إدواردو ألفيس. في عام 2006 استقال من منصب نائب رئيس البلدية وطبق العضو الأكثر تصويتًا. في عام 2008 تقدمت بطلب انتخاب رئيس بلدية. تنتهي فترتها في عام 2012.
كانت ناتال أول عاصمة برازيلية فاز فيها حزب الخضر بانتخابات الأغلبية.